# Voltaire High
Voltaire High  é uma série de televisão francesa de comédia e drama criada por Marie Roussin para a TV francesa e para a Prime Video . A série aborda a história do colégio Voltaire em 1963, quando pela primeira vez admitiu meninas como alunas e misturadas com os meninos, abordando a realidade da época, retrantando o machismo e vários preconceitos. É a primeira série 100% francesa da Prime Video.  

## Resumo
No ano de 1963, o colégio de ensino médio Voltaire, até então reservado aos meninos, acolheu as meninas pela primeira vez. Não são muitas, mas com a chegada delas, toda a vida escolar vira de cabeça para baixo, tanto para alunos quanto para professores.

## Elenco

### Principal
- Léonie Souchaud : Michèle Magnan
- Lula Cotton-Frapier : Annick Sabiani
- Anouk Villemin : Simone Palladino
- Nathan Parent : Henri Pichon
- Baptiste Masseline : Jean-Pierre Magnan, grand-frère de Michèle
- Gaspard Meier-Chaurand : Alain Laubrac
- Pierre Deladonchamps : Paul Bellanger, coordenador do colégio
- Nina Meurisse : Camille Couret, professora de inglês
- Maud Wyler : Jeanne Bellanger, enfermeira do colégio
- Vassili Schneider: Joseph Descamps

### Recorrente
- Arthur Legrand : Jean Dupin
- François Rollin : Proviseur Jacquet
- Gérald Laroche : Louis Douillard
- Anne Le Ny : Hélène Giraud
- Gaspard Gevin Hié : Daniel Applebaum
- Antoine Werner : Didier Felbec
- Dimitri Fouque : Charles Vergoux
- Enzo Monchauzou : Yves Lamaziere
- Adil Mekki : Ahmed Belkacem

## Episódios

### Primeira temporada (2021)
A primeira temporada, de oito episódios e o primeiro foi ao ar em 14 de junho de 2021.
| n° | Título     | Data                |
| --- | ---------- | ------------------- |
| 1 | Episodio 1 | 14 junho 2021       |
| Setembro 1963. O início do ano letivo se prepara no Lycée Voltaire. Este ano, pela primeira vez, este estabelecimento recebe meninas: 11, todas na classe Seconde. Se o diretor está satisfeito com a experiência, Bellanger, o Supervisor geral, fica menos convencido. Ele e sua esposa Jeanne, a enfermeira, terão que lidar rapidamente com os excessos dessa nova junção.                      |            |                     |
| 2 | Episódio 2 | 14 junho 2021       |
| É um grande dia para o 2º 1: primeira aula de esportes (que traz algumas surpresas para as meninas) e competição para se tornar líder da classe. Ou líder de classe? Dia preocupante também para Bellanger: enquanto seu sobrinho passa no conselho disciplinar, ele acompanha de perto os contratempos da nova professora de inglês, Srta. Couret, que tenta de alguma forma encontrar seu lugar.  |            |                     |
| 3 | Episode 3  | 14 junho 2021       |
| Nesta semana, os alunos preparam apresentações em duplas. Simone fica feliz por voltar a ver Jean-Pierre quando trabalhar na Michèle, que, por sua vez, espera finalmente tirar uma boa nota. Annick conhece o novo amante de sua mãe, de quem ela suspeita. A partida de futebol professor-aluno está chegando, menos tradicional este ano, com Bellanger como árbitro e uma mulher em campo!      |            |                     |
| 4 | Episode 4  | 14 junho 2021       |
| Está de volta às aulas em janeiro. Bellanger está animado por estar de volta ao colégio ... Mas os meninos estão perdidos. Isso tem o dom de exasperar Michèle, que gostaria de entender "o que te faz surdo", e não suporta ser tratada como criança. Quando a fonte da inquietação vem à tona no meio da aula de inglês, Couret e Bellanger devem lidar com esse problema disciplinar juntos.     |            |                     |
| 5 | Episódio 5 | 21 de junho de 2021 |
| Esta noite, Jeanne, a enfermeira do colégio, vai ao teatro com Denise. Lá ela conhece Irene, uma atriz em movimento. No caminho de volta, Denise cruza com Bellanger, que a leva para casa e conta sobre seus problemas românticos. Enquanto isso, na família de Couret, é difícil entender sua repentina mudança de vida: tudo ia muito bem entre ela e Francis.                                   |            |                     |
| 6 | Episódio 6 | 21 de junho de 2021 |
| Annick fica enojada com a ideia de dissecar sapos e sugere roubá-los. Em troca, ela dá 1 hora de aula particular. Os meninos não precisam de mais para enfrentar o desafio! A "sobrinha do SurGé" é mantida de fora. Entre duas idas ao banheiro devido ao período particularmente doloroso, Simone diz a Michele que ela mesma precisa roubá-los.                                                  |            |                     |
| 7 | Episode 7  | 21 de junho de 2021 |
| Felizmente Laubrac está lá, porque Michèle está zangada com Jean-Pierre e Simone. Ela passa o tempo no foyer onde conta o que viu nos filmes e rumores começam. A competição regional latina se aproxima para Jean-Pierre: ele não tem o direito de cometer erros ... |            |                     |
| 8 | Episódio 8 | 21 de junho de 2021 |
| Os Magnans estão preocupados que sua filha não tenha retornado. O diretor dá um ultimato a Bellanger: aparentemente na origem dos rumores sobre Jeanne, ele quer ver Michele hoje. Quando Paul descobre que ela escapou com seu protegido, ele sai para encontrá-los. Mas na verdade admiro a coragem deles ... Uma festa surpresa se improvisa em Pichon: estamos comemorando o fim do ano letivo! |            |                     |

## Crítica
O site francês AlloCiné	deu 4 estrelas e meia de 5 para a produção, já o Cine Séries deu 3 estrelas de 5. No IMDb a série foi avaliada por 665 usúarios e recebeu média de 8 estrelas de 10.     